# Gela Seksztajn
Gela Seksztajn (Varsovia, 1907-Varsovia, 1943), también conocida como Gele Seckstein, fue una artista y pintora judío polaca. Es conocida principalmente por sus retratos y otras pinturas escondidas en el Archivo Ringelblum, en el gueto de Varsovia durante el Holocausto. Las pinturas se encontraron después del final de la Segunda Guerra Mundial y la mayor parte de ellas se conservan en el archivo del Instituto de Historia Judía de Polonia, en Varsovia, Polonia.

## Biografía
Gela nació en Varsovia en 1907 en una familia de clase trabajadora. Su padre era zapatero y su madre murió en 1918. El escritor Joshua Singer descubrió su talento. A través de él conoció al actor y director Jonas Turkow, quien le presentó a su vez al escultor Henryk Kuna. Gracias a la ayuda de Kuna, recibió una beca de dos meses para estudiar en la Akademia Sztuk Pięknych de Cracovia. Gela pagó a sus benefactores en la década de 1930 pintando sus retratos. Gela pasó unos 13 años en Cracovia; según su propio testimonio, estudió en la Academia durante dos años, pero su nombre no aparece en ninguna de las listas de inscripción de los archivos de la escuela. A partir de 1931, visitó Varsovia con regularidad para mostrar su trabajo en exposiciones colectivas varias veces durante la década de 1930, y se mudó a Varsovia en 1937. Fue miembro de la Asociación de Artistas Judíos y de la Sociedad Judía de Bellas Artes, ambas en Varsovia. Durante este período pintó numerosos retratos de figuras judías en Varsovia, en su mayoría intelectuales y escritores. Entre estos retratos se encuentran los de Rachel Korn, Baruch Gelman, Szymon Horonczyk, Icyk Manger y Moshe Broderson.
Gela se mudó a Varsovia en 1937. Se casó con el periodista Izrael Lichtensztejn en 1938. 
Durante esos años trabajó como profesora de artes y artesanías en escuelas judías. A finales de la década de 1930 pintó una gran cantidad de retratos y escenas. Participó en varias exposiciones y recibió buenas críticas durante estos años.

## El gueto de Varsovia y el archivo Ringelblum
Gela y su esposo Izrael se vieron obligados a mudarse al gueto de Varsovia probablemente en 1940. Justo antes de que se cerrara el gueto ese año, dio a luz a su hija, Margalit. Gela e Izrael colaboraban en el gueto en organizaciones de caridad. Gela daba clases de dibujo en el gueto y montó pequeñas exhibiciones de las obras de sus estudiantes. Probablemente participó en la confección del vestuario de un espectáculo infantil titulado «Las estaciones» en 1942. El presidente del Judenrat, Adam Czerniaków, le otorgó un premio por su trabajo con los niños. Continuó pintando durante sus años en el gueto, dibujando retratos como niños en el comedor de beneficencia, su hija, su esposo y sus amigos escritores. Gela, junto con Izrael, colaboró también con el proyecto Oneg Shabat, dirigido por Emmanuel Ringelblum, que se ocupaba de documentar en secreto la vida judía dentro del gueto. En julio de 1942 comenzaron las deportaciones alemanas del gueto. Sabiendo que el final estaba cerca, preparó sus trabajos para esconderlos en el archivo secreto. En los primeros días de agosto, Izrael Lichtenstejn, su cónyuge, y dos de sus alumnos, Dawid Graber y Nachum Grzywacz, escondieron las pinturas de Gela, junto con otros documentos, en las cajas de archivo que enterraron en el sótano de una escuela en Nowolipki Str. Se desconoce la fecha exacta de la muerte, pero se cree que murió durante el levantamiento del gueto de Varsovia.
Dejó más de 300 cuadros. La mayoría de ellos se pueden encontrar en el Instituto Histórico Judío, aunque también hay algunas pinturas en el museo del Holocausto de Washington y una pintura al óleo en la sección de arte de Yad Vashem. Gela aparece en el testamento de Izrael Lichtenstejn de 1943, citado en el libro de Paul Auster, La invención de la soledad. Allí escribe: «Quiero que se recuerde a mi esposa. Gele Seckstein, artista, decenas de obras, talentosa, no logró exponer, no se mostró en público. Durante los tres años de guerra trabajó entre los niños como educadora, maestra, realizó escenografías, vestuario para las producciones infantiles, recibió premios. Ahora, junto conmigo, nos estamos preparando para recibir la muerte...».

## Galería

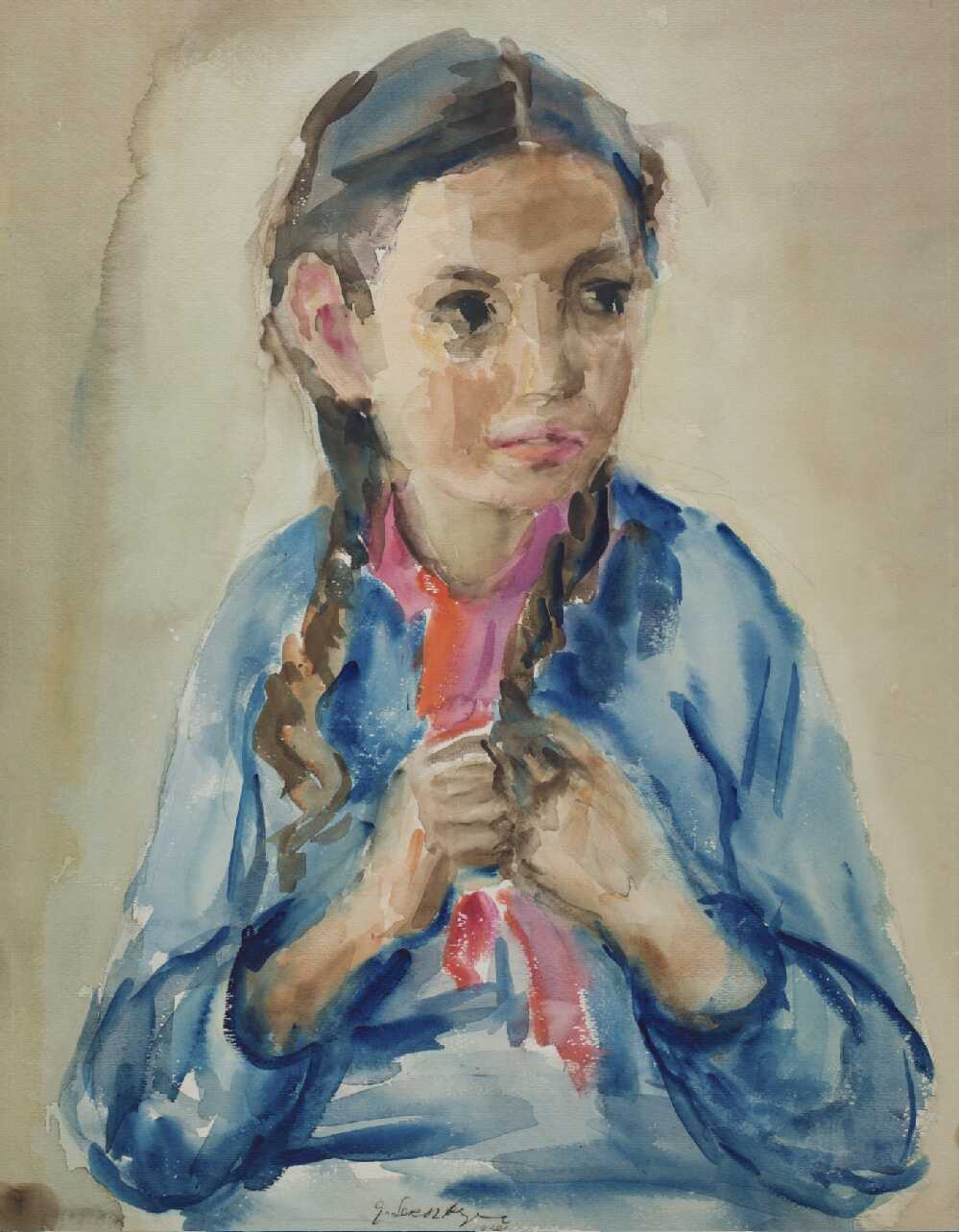
Retrato de una niña, c. 1943
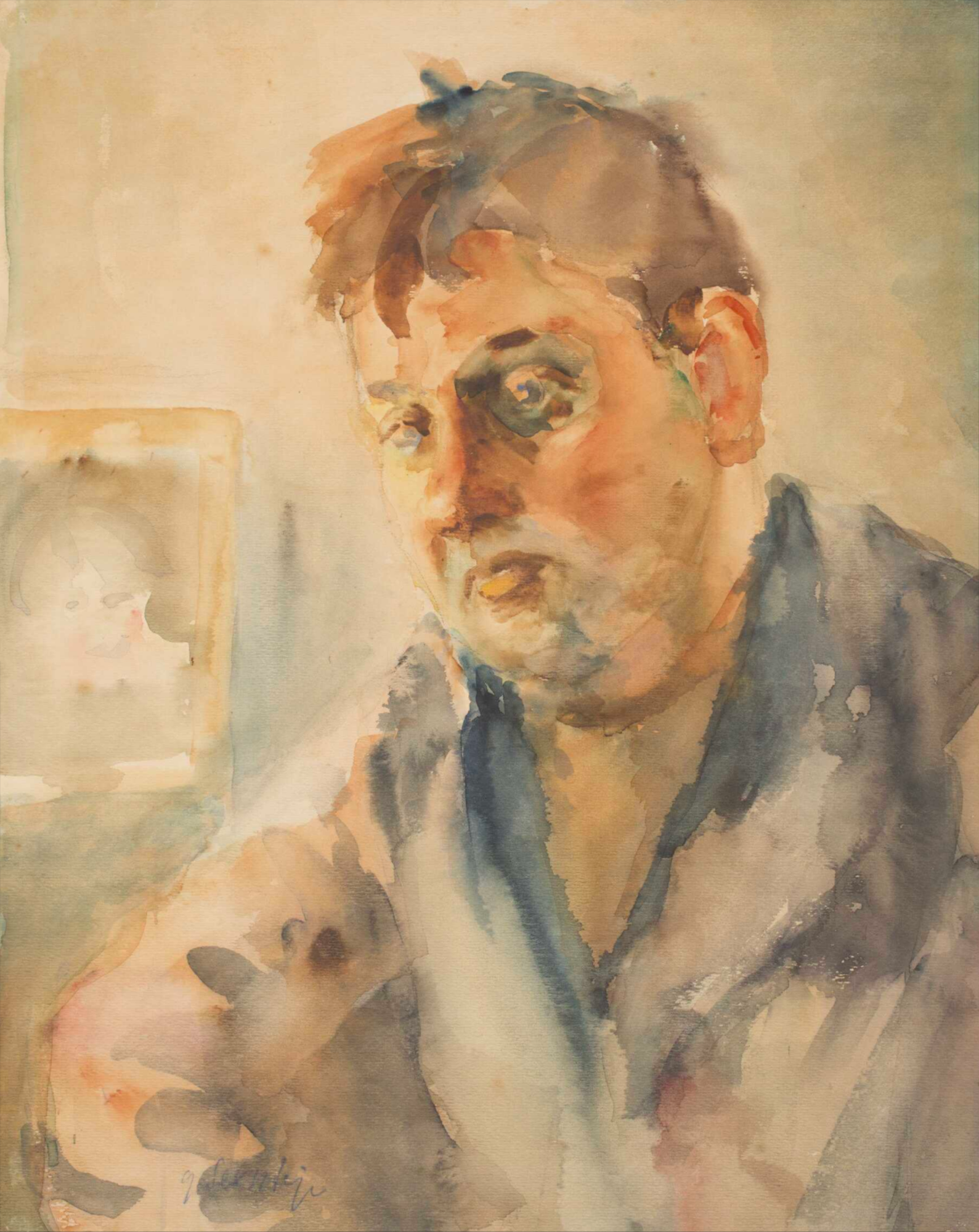
Retrato de Simon Horontchik, antes de 1939
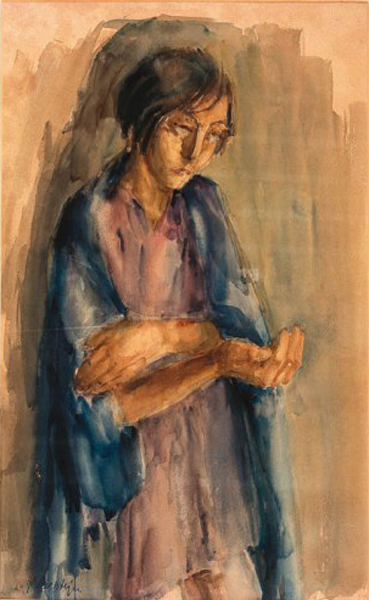
Chica pidiendo limosna, entre 1940 y 1943
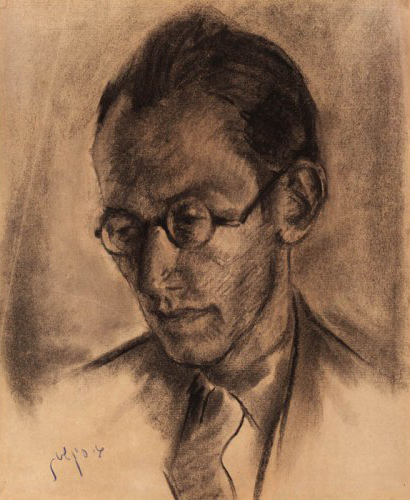
Portret mężczyzny, antes de 1940
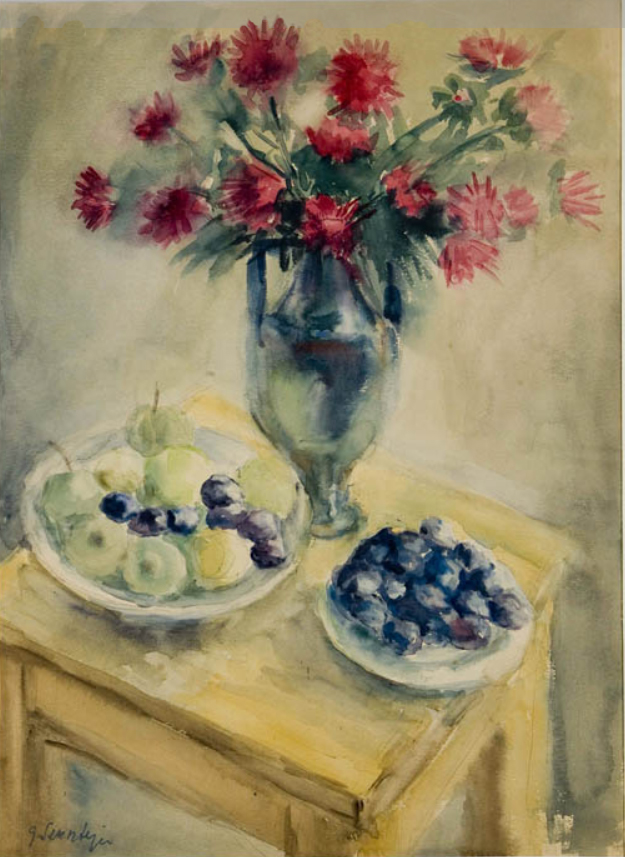
Bodegón, antes de 1939
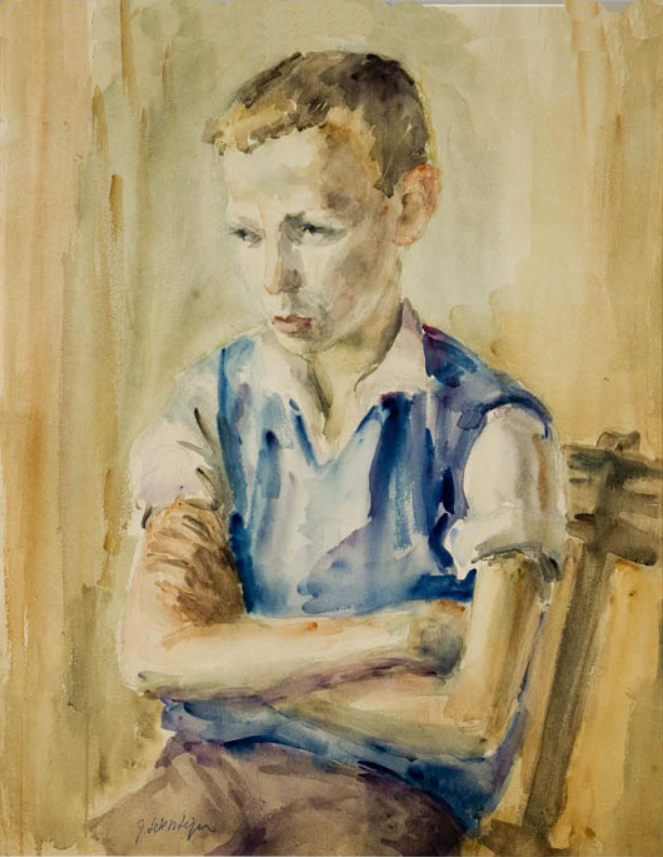
Portret siedzącego chłopca, antes de 1939
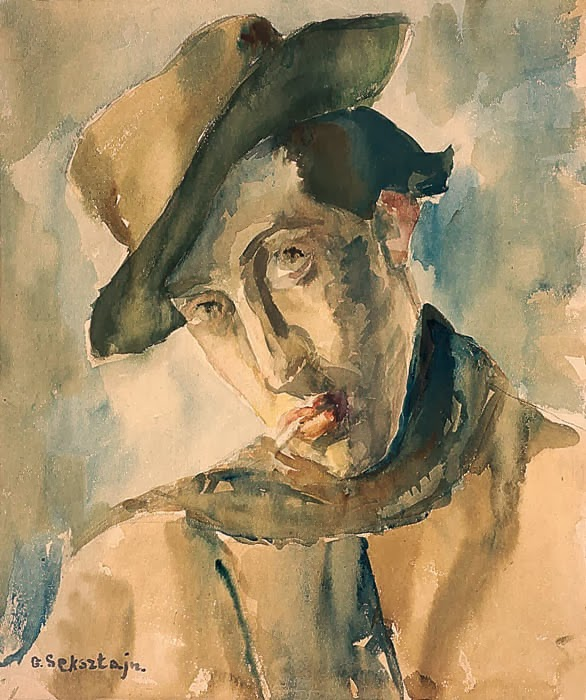
Retrato de hombre con sombrero, antes de 1939
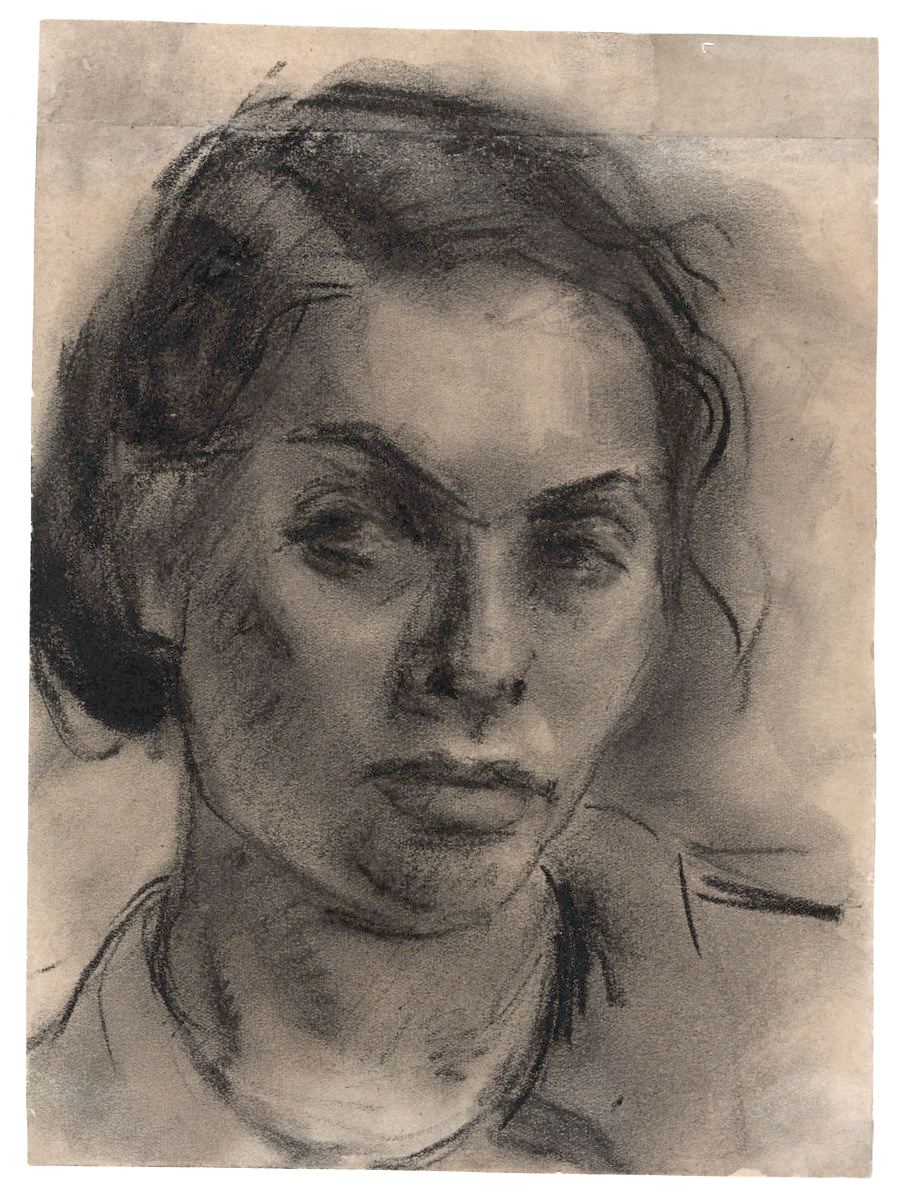
Autorretrato, antes de 1939